# Centrale nucléaire de Shika
La centrale nucléaire de Shika (志賀原子力発電所, Shika genshiryoku hatsudensho) est une centrale nucléaire exploitée par la compagnie d'électricité Hokuriku.
Elle est située dans le bourg de Shika, dans la préfecture d'Ishikawa sur la côte du centre-ouest nord de Honshu, l'île principale du Japon.

## Description
Elle comprend deux réacteurs nucléaires construits par Hitachi :
- Shika 1 : réacteur à eau bouillante de 540 MWe, MSI en 1993 ;
- Shika 2 : réacteur à eau bouillante avancé de 1358 MWe, MSI en 2006.

Les deux réacteurs sont à l'arrêt depuis 2011,.

## Construction sur des failles actives
En mars 2016, un rapport préparatoire émis par la commission de réglementation de l'énergie nucléaire affirme que la centrale est construite sur plusieurs failles probablement actives, mais selon l'exploitant ces failles se seraient pas actives.